# اپتوس

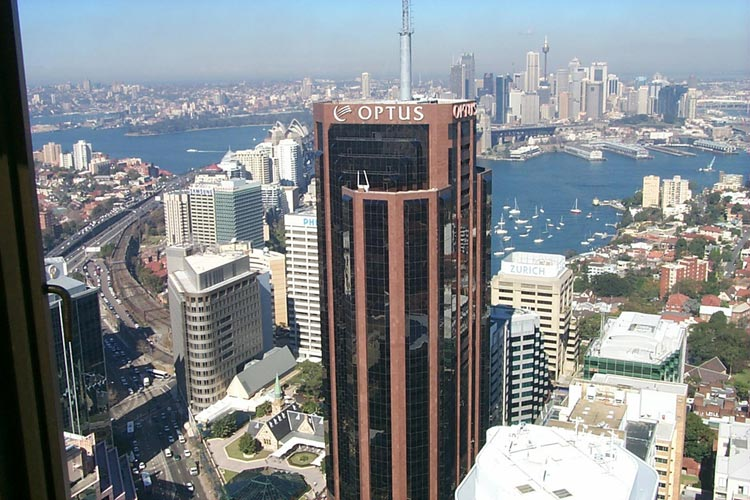
ساختمان مرکزی اپتوس، در سیدنی

اپتوس (به انگلیسی: Optus) دومین شرکت مخابراتی در استرالیا و متعلق به شرکت مخابرات سنگاپور (سینگ‌تل) است.
این شرکت در درجه اول تحت نام تجاری "اُپتوس" فعالیت می‌کند، درحالی‌که در بخش‌های مختلف، از نام‌های تجاری دیگر نیز استفاده می‌نماید، که تمامی آن‌ها از شرکت‌های تابعه اپتوس می‌باشند.
این نام‌های تجاری شامل: "ویرجین موبایل استرالیا" و "بوست موبایل" در بازار تلفن همراه، "یوای‌کام" در بازار خدمات شبکه، "آلفاوست" در بخش خدمات آی‌سی‌تی و "اپتوس‌نت" در ارائه خدمات اینترنت و پهنای باند.